# 纽约时报诉塔西尼案
纽约时报诉塔西尼案（英語：New York Times Co. v. Tasini，533 U.S. 483 (2001)），是美国最高法院关于报纸数据库内容版权问题的一项重要判决。它认为，《纽约时报》在许可将报纸的复印刊归入律商联讯等电子数据库时，不能忽视报纸中所载的自由职业记者的作品版权。
美国汽车工人联合会（UAW）和全国作家联盟（National Writers Union）成员对纽约时报公司、新闻日报 (长岛)公司（Newsday Inc.）、时代公司（Time Inc.）、国际大学缩微胶片公司（University Microfilms International）和LexisNexis提起了这次诉讼。包括首席原告乔纳森·塔西尼（Jonathan Tasini）在内的自由撰稿人指控，由于在电子媒体中使用和重复使用最初获准以印刷形式出版的文章，侵犯了自身的版权。在金斯伯格法官为首的以7比2作出的裁决中，法院确认了自由作家的版权，这些自由作者的作品最初在期刊上发表，然后由出版商提供给电子数据库，而没有得到作者的明确许可及补偿。判决结果，原告赢得了1800万美元的赔偿金。

## 过程
该案最初在索尼娅·索托马约尔法官主持的地区法院审理，索尼娅·索托马约尔法官认为，根据1976年的《版权法》，出版商的行为在其权利范围内。这一决定在上诉时被推翻，最高法院最后维持了上诉法院的判决。

## 后续
这项决定涉及27000名作者的作品，但没有赋予他们任何讨价还价的权力。纽约时报公司对这一决定作出回应，为作者起草了最后通牒。作者可以与《纽约时报》联系，要求它继续在网上发行他们的作品，但条件是作者不要求额外补款，并且他们必须向《纽约时报》和数据库许可证持有人公布塔西尼决定的法律主张。未来与《纽约时报》的自由撰稿人合同中也有类似条款，允许《纽约时报》以未来可能披露的任何方式利用这些作品。

## 拓展阅读
- Chen, Xiaotian. . Internet Reference Services Quarterly. 2002, 7 (4): 23–34. doi:10.1300/J136v07n04_03.
- Freeman, Edward H. . Publishing Research Quarterly. 2001, 17 (3): 50–55. doi:10.1007/s12109-001-0033-0.
- Parisi, Francesco; Ševčenko, Catherine. . Kentucky Law Journal. 2001, 90 (2): 295.
- Smith, Frank H. . New England Law Review. 1998, 32 (4): 1093–1130.